# 诺威品牌
諾威品牌股份有限公司，簡稱諾威品牌及諾威品牌股份（英語：Newell Brands Inc.，NASDAQ：NWL），總部位於美國佐治亚州桑迪斯普林斯，是一家全球市場營銷各類產品，包括：派克、帝麼、史派、紙美、屈伯德等著名品牌用品，前身「諾威屈伯德股份有限公司」。
其企業成立於1999年，也就是由1903年於紐約成立諾威製造商公司和1933年成立的屈伯德製造公司合併而成的。股份自1972年於納斯達克上市，其後在1979年轉在紐約證券交易所上市。

## 外部連結
- Newellbrands.com/（页面存档备份，存于）